# 祖霊舎
祖霊舎（それいしゃ、みたまや）は、神道において祖先の霊を祭るための神棚である。屋内神殿のひとつ。霊舎（れいしゃ、たまや）、霊屋（たまや）、霊棚（たまだな）、霊床（たまとこ）、神徒壇（しんとだん）などともいう。

## 概要
神社本庁では霊舎としている。神社の中にある祖先の霊を祀る施設は祖霊社と表記して区別する。神道による祖先祭祀において、仏壇に代わる物として登場した。
神棚よりも低い位置に祀るものだとされている。設置の向きや日々のお供えや拝礼の作法は神棚と同じように行なうが、順番は神棚の後にする。
仏教における仏壇に当たるものだが、本来仏壇とは仏像を祭るためのものであるのに対して、祖霊舎は祖先の霊を家の守護神として祭る点に大きな違いがある。霊璽を中心に祀る。

## 関連事項
- 神葬祭
- 奥都城
- 祖霊信仰
- 祖霊
- 廟（霊屋）
- 精霊棚